# Hypoleria sedusa
Hypoleria sedusa är en fjärilsart som beskrevs av Richard Haensch 1909. Hypoleria sedusa ingår i släktet Hypoleria och familjen praktfjärilar. Inga underarter finns listade i Catalogue of Life.